# IJsbad

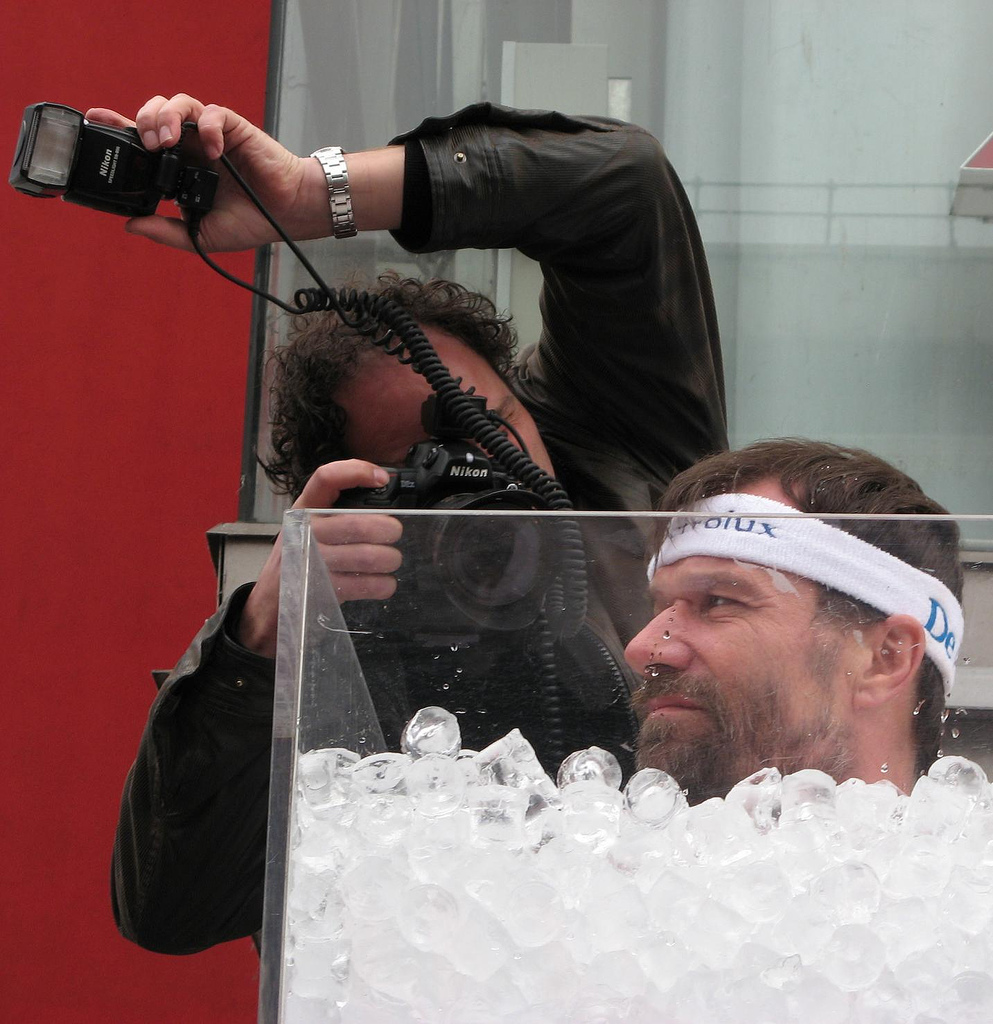
Iceman Wim Hof in een ijsbad.

Een ijsbad is een onderdompeling in ijswater en wordt gebruikt als koude therapeutische maatregel om de spieren van sporters te herstellen na topsportprestaties.
Men kan de spierdelen of ledematen 5 tot maximaal 20 minuten onderdompelen in water van 12 tot 15 graden Celsius. Dit leidt tot een verhoogde bloedtoevoer naar de spieren en daardoor tot een verhoogde afvoer van metabolische afvalstoffen. Dit moet de hersteltijd van de spieren verkorten en spierpijn voorkomen of verminderen.
IJsbaden zijn daarnaast onderdeel van een militaire training en kunnen toegepast worden als uithoudingsrecord of medische analyse, zoals de Nederlandse iceman Wim Hof en Chinese Chen Kecai en Jin Songhao.
Aan het nemen van ijsbaden zijn volgens medici ook risico's verbonden, zoals hypothermie (onderkoeling), shock en een hartstilstand.